# Richarda Schmeißer
Richarda Schmeißer (n. 20 august 1954, Zeitz, Halle District⁠(d), RDG) este o gimnastă artistică ce a reprezentat Republica Democrată Germană, medaliată olimpică. A participat la o ediție a Jocurilor Olimpice (1972) în care a câștigat o medalie de argint.

## Participări
Lista de mai jos prezintă principalele competiții la care a participat Richarda Schmeißer de-a lungul carierei.
- gymnastics at the 1972 Summer Olympics – women's artistic team all-around[*]